# N-625
La N-625 es una carretera española perteneciente a la Red de Carreteras del Estado que discurre entre Mansilla de las Mulas (provincia de León) y Arriondas (Asturias).

## Recorrido y características

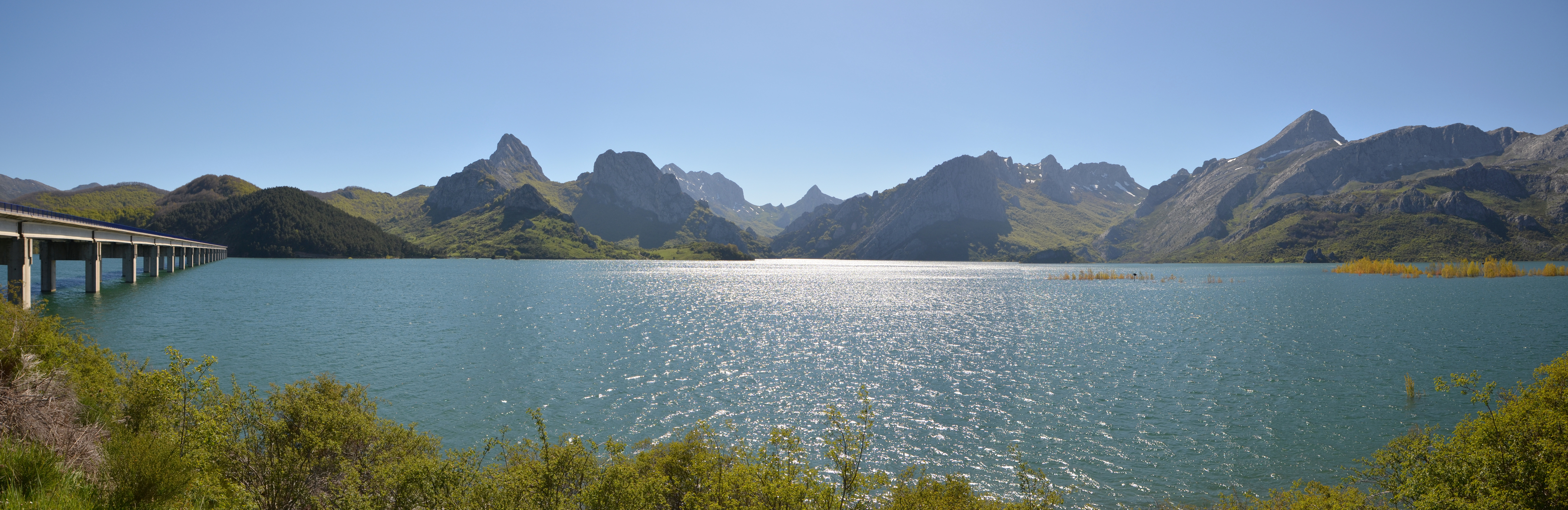
Paso de la carretera por el pantano de Riaño.

La carretera discurre por las comunidades autónomas de Castilla y León (provincia de León) y Asturias. Es de un carril para cada sentido de circulación y tiene una longitud aproximada de 155 km.
Tiene su inicio en Mansilla de las Mulas, en las proximidades de la ciudad de León, y avanza paralela al río Esla atravesando los municipios de Quintana de Rueda, Cubillas de Rueda y Cistierna. Cabe decir que entre las localidades de Cistierna y Riaño comparte trazado con la N-621. Desde la localidad de Crémenes, la carretera se introduce en el parque regional Montaña de Riaño y Mampodre. Tras ascender a la presa del pantano de Riaño, cruza un puente de alrededor de 850 metros sobre este embalse y llega al pueblo de Riaño. A partir de esta localidad, ya separada de la N-621, atraviesa el municipio de Burón hasta alcanzar el puerto del Pontón (1280 m s. n. m.), sale del Parque Regional y entra en el en parque nacional de los Picos de Europa. Desde este puerto, sigue el curso del Río Sella: recorre el municipio de Oseja de Sajambre hasta llegar al límite de la comunidad leonesa. 
En Asturias, cruza el parque natural de Ponga, siempre siguiendo el curso del río Sella por el Desfiladero de los Beyos, hasta llegar a Cangas de Onís. Finaliza pocos kilómetros después, en la localidad de Arriondas, donde enlaza con la N-634.